# Thomisus duriusculus
Thomisus duriusculus là một loài nhện trong họ Thomisidae.
Loài này thuộc chi Thomisus. Thomisus duriusculus được Tord Tamerlan Teodor Thorell miêu tả năm 1877.